# 1921 no desporto

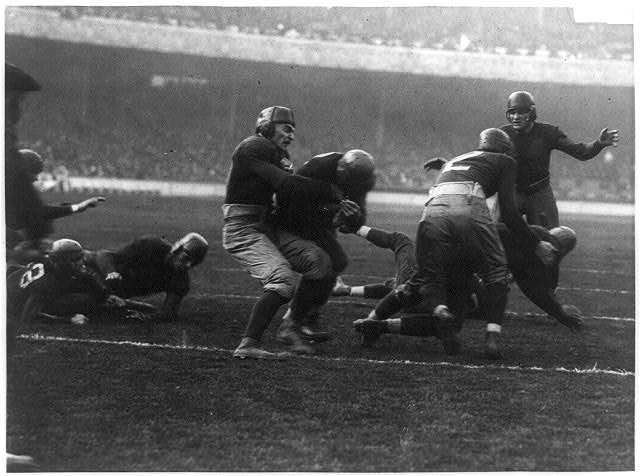
Uma partida de futebol americano ocorrida em 1921

## Eventos
- 2 de janeiro - Fundação do Cruzeiro Esporte Clube
- 19 de janeiro - Fundação do Sporting Clube de Braga
- 1 de maio - Fundação do Gondomar Sport Clube
- 30 de maio - Tommy Milton é o vencedor das 500 Milhas de Indianápolis.
- 12 de junho - Fundação do Figueirense Futebol Clube
- 26 de junho - Tour de France 1921 (até 24 de julho)

## Nascimentos
| Data            | Nome                | Profissão              | Nacionalidade            | Observações | Ref   |
| --------------- | ------------------- | ---------------------- | ------------------------ | ----------- | ----- |
| 11 de fevereiro | Mário Moniz Pereira | treinador de atletismo | Portugal                 | m. 2016     | [ 1 ] |
| 21 de março     | Jair da Rosa Pinto  | futebolista            | Brasil                   | m. 2005     | [ 2 ] |
| 24 de março     | Vasily Smyslov      | enxadrista             | União Soviética · Rússia | m. 2010     | [ 3 ] |
| 27 de março     | Barbosa             | goleiro                | Brasil                   | m. 2000     | [ 4 ] |
| 9 de abril      | Jean-Marie Balestre | dirigente esportivo    | França                   | m. 2008     | [ 5 ] |
| 8 de novembro   | Ademir de Menezes   | futebolista            | Brasil                   | m. 1996     | [ 6 ] |
| 21 de dezembro  | Paul Falk           | patinador artístico    | Alemanha                 | m. 2017     | [ 7 ] |
| 23 de dezembro  | Helena Rakoczy      | ginasta                | Polônia                  | m. 2014     | [ 8 ] |

## Mortes
| Data           | Nome             | Profissão           | Nacionalidade | Observações | Ref   |
| -------------- | ---------------- | ------------------- | ------------- | ----------- | ----- |
| 15 de novembro | James H. Johnson | patinador artístico | Reino Unido   | n. 1874     | [ 9 ] |